# Lápida hebrea de Yehudah Bar Akon
La lápida hebrea de Yehudah Bar Akon es una pieza funeraria hallada en 2008 en el barrio de Zumbacón, en Córdoba, siendo la única lápida funeraria hebrea hallada en la ciudad. Actualmente se halla expuesta en el Museo Arqueológico de Córdoba.

## Descubrimiento
La lápida se encontró en 2008 en el interior de la cámara de combustión de un horno alfarero con abundante material de desecho. Lo más seguro es que al finalizar la actividad productiva del horno, se reutilizara como escombrera. El horno formaba parte de un complejo alfarero de más de 98 hornos cerámicos, depósitos de arcilla, pozos, secaderos y escombreras datados entre los siglos IX y XIII, así como de un cementerio islámico posterior. La única tumba que alberga diferente orientación y se encuentra separada del resto de enterramientos islámicos, está a unos 24 metros del hallazgo de la lápida, aunque parece extraño que una lápida tan pesada y relevante fuera trasladada únicamente para ser arrojada a la escombrera.

### Descripción
Esta es la sepultura de Yehudah Bar Akon de bendita memoria. Sea su espíritu con los justos. Murió el día sexto de la semana, día tres del mes de Kislev del año [4]606 (10 de noviembre de 845). Descanse su alma en el haz de los vivientes.
Inscripción en hebreo de la lápida.

La lápida se halló completa con su texto original en hebreo en seis líneas, siendo datada en el año 845, una de las más antiguas de la península ibérica. Está realizada sobre mármol de la isla de Tasos, en Grecia, material muy escaso en Córdoba, pero que se puede apreciar en el sarcófago de la cacería del jabalí de Calidón hallado en Medina Azahara. Alberga unas dimensiones de 21 x 32 x 2,5 centímetros. Su parte trasera indica que fue un arquitrabe romano reutilizado más tarde como lápida funeraria. Se conservan, a pesar del piqueteado consecuencia del reuso medieval, restos de las tres fasciae separadas por cymas y dentículos, en el reverso de la inscripción.
La pieza ingresó en el Museo Arqueológico de Córdoba el 30 de abril de 2008 y fue expuesta por primera vez el 7 de septiembre de mismo año.